# IBM Datamaster
IBM Datamaster (также IBM System/23) — персональный компьютер, выпущенный в июле 1981 года. Не получил широкого распространения, так как через месяц после него вышел IBM PC.

## История
Разработка машины началась в феврале 1978. В отличие от предыдущих моделей, System/23 оснащался процессором Intel 8085. Система должна была получить интерпретатор Бейсика, причём того же диалекта, что и у мини-компьютера System/34. Летом 1980-го аппаратная часть была практически готова, однако интерпретатор Бейсика был ещё далек от завершения. К этому времени часть инженеров, работавших над System/23 перешла в команду 5150, использовав для него часть наработок Datamaster'а, включая клавиатуру и слоты расширения. Наконец в июле 1981 модель появилась в каталогах IBM, а уже через месяц вышел IBM PC.

## Устройство и характеристики
Datamaster — оснащался 12-дюймовым монохромным экраном, 83-клавишной клавиатурой и мог содержать до двух 8-дюймовых дисководов. В нём использовался 8-битный процессор Intel 8085. Этот процессор имел 16-битную адресную шину, потому напрямую мог работать только с 64 килобайтами памяти — для возможности обращения к 256 Кбайт использовался механизм переключения банков. Datamaster имел только текстовый режим, причём в его знакогенератор помещалось только 128 символов. Выпускался в двух исполнениях: моноблочном (5322) и с отдельным системным блоком (5324). IBM позиционировала Datamaster как компьютер, который можно было бы установить и использовать без специалистов. Изначальная цена одноэкранного Datamaster составляла порядка 9000 долларов США (эквивалент 24 226 долларов США в 2017 году). Вторая клавиатура и экран могли быть подключены в расширенной конфигурации.